# La Guadalupe (Veracruz)
La Guadalupe es una población localizada en el municipio de Castillo de Teayo al norte del estado de Veracruz de Ignacio de la Llave. Es la segunda población en importancia del municipio de acuerdo al número de hábitantes, extensión y urbanización (solo después de Castillo de Teayo).Esta población se encuentra insertada en la cultura Huasteca por lo que en este lugar se han encontrado diversas piezas antiguas hechas de barro y cerámica, además de lo que fue una pirámide en construcción por esta misma cultura la cual se comprende quedó inconclusa en un pequeño cerro en el centro de la congregación. Cabe destacar que a una distancia de 20 minutos por carretera se localiza la cabecera municipal (Castillo de Teayo), la cual pose una Pirámide construida por la cultura huasteca, se trata de una zona arqueológica que consta de la ya mencionada pirámide y un museo de sitio donde se han resguardado las maravillosas piezas encontradas a los alrededores y dentro de la zona arqueológica. La Guadalupe se sitúa a una altitud de 112 m s. n. m. y cuenta con 1246 habitantes según datos de INEGI 2010.

## Clima
Su clima es cálido-regular con una temperatura promedio de 22 °C; su precipitación pluvial media anual es de 1 mil 552.1 mm.   

## Principales ecosistemas
Los ecosistemas que coexisten en el municipio son el de bosque caducifolio, con árboles maderables, entre los que se encuentra en mayor proporción el cedro; donde se desarrolla una fauna compuesta por poblaciones de conejos, armadillos, mapaches, comadrejas, zorras y ardillas.

## Recursos naturales
Su riqueza está representada por su vegetación sobresalen las maderas preciosas por lo apreciado de su madera, tales como el cedro principalmente, pino, entre otros, los cuales se aprovechan para la elaboración de muebles típicos en la zona. Además de campos petroleros.

## Educación
La comunidad cuenta con instituciones educativas que van desde el nivel inicial hasta la educación media superior.
- Educación Inicial
- Jardín de Niños "Eva Zamano de López Mateos"
- Primaria "Arquitecto José Luis Cuevas"
- Secundaria tipo telesecundaria "Alfonso Arroyo Flores"
- Bachillerato tipo telebachillerato "La Guadalupe"

## Religión
La población se encuentra dividida entre las siguientes religiones: católica, adventista, testigos de Jehová, pentecostés y un pequeño porcentaje de la población no tiene ninguna religión.
A continuación se muestran el número de templos por religión:[cita requerida]
| Religión           | Número de templos |
| ------------------ | ----------------- |
| Católica           | 1                 |
| Adventista         | 2                 |
| Testigos de Jehóva | 1                 |
| Pentecostes        | N/A               |

## Actividad económica
La actividad económica de este lugar está basada principalmente por el sector primario y los sectores secundario y terciario en menor proporción. 
Las principales actividades del sector primario que se realizan en este lugar son la agricultura, ganadería, silvicultura o forestal y la apicultura. 
El sector secundario comprende aquellas actividades económicas relacionadas con la transformación de industrias de alimentos y otros tipos de bienes o mercancías. En este caso en la comunidad se impulsó la creación de una microempresa textil, es decir que se dedica a la elaboración de un bien de consumo que en este caso es la ropa. Además de centros de fabricación de muebles.
En cuanto al sector de los servicios o terciario incluye aquellas actividades que están destinadas a ofrecer servicios para satisfacer las necesidades de la población, el sector en la comunidad incluye el comercio (tiendas de abarrotes o general, papelerías, mercado o tianguis), transporte público y los servicios públicos como son: sanidad y educación.

## Salud
En esta localidad la atención de servicios médicos es proporcionada por 1 unidad médica de la secretaría de salud, el Centro de Salud La Guadalupe. Además de servicios médicos atendidos por particulares.

## Servicios
A partir del año 2000 la comunidad comenzó a tener un gran impulso económico para el beneficio de la misma, tales como la conclusión de la obra para el abastecimiento de agua potable o entubada para la comunidad, remodelación del parque central y la construcción del Kiosco dentro del mismo, pavimentación de calles entre esta la principal, construcción de una glorieta, ampliación de la red eléctrica, construcción de un parque infantil, equipamiento y remodelación de las escuelas, entre otros. Actualmente está puesto en marcha el proyecto de pavimentación del tramo carretero Castillo de Teayo-La Guadalupe y algunas calles de la misma localidad. 
A continuación se muestra una lista de los servicios públicos con los que cuenta la población:
- Agua potable
- Drenaje (inconcluso)
- Luz eléctrica
- Alumbrado público
- Pavimentación
- Servicio de Teléfono particular
- Teléfono público
- Centros recreativos: actualmente la comunidad cuenta con un parque central y un parque infantil
- Educación inicial, básica y media
- Transporte público
- Servicios de salud